# Церковь Святой Троицы (Берат)
Церковь Святой Троицы (алб. Kisha e Shën Triadhëst) является средневековой византийской церковью, которая стоит на холме в городе Берат в районе Каладжа на юге Албании.
Церковь является одним из исторических центров Берата и Гирокастры, внесенного в список Всемирного наследия ЮНЕСКО. Церковь имеет крестообразную форму с куполом. Она состоит из нефа, нартекса (входная зона) и алтарной ниши. В церкви искусно использовались многие элементы византийской архитектуры, такие как внутренняя организация пространства, а также декоративные и освещающие системы. Эти черты вместе с пирамидальным видом, формами и пропорциями придают церкви колоритный вид. Византийские архитектурные элементы в церкви были объединены с западными архитектурными элементами того же периода.
Внутри церкви находятся две колонны с повторно использованными капителями (предположительно взяты из классических руин города). Надпись внутри церкви содержит имя Андроника Палеолога (губернатора провинции Берат с 1302 по 1326 год), указывающего, что церковь должна была быть построена в XIII или XIV веке при его финансовой поддержке.

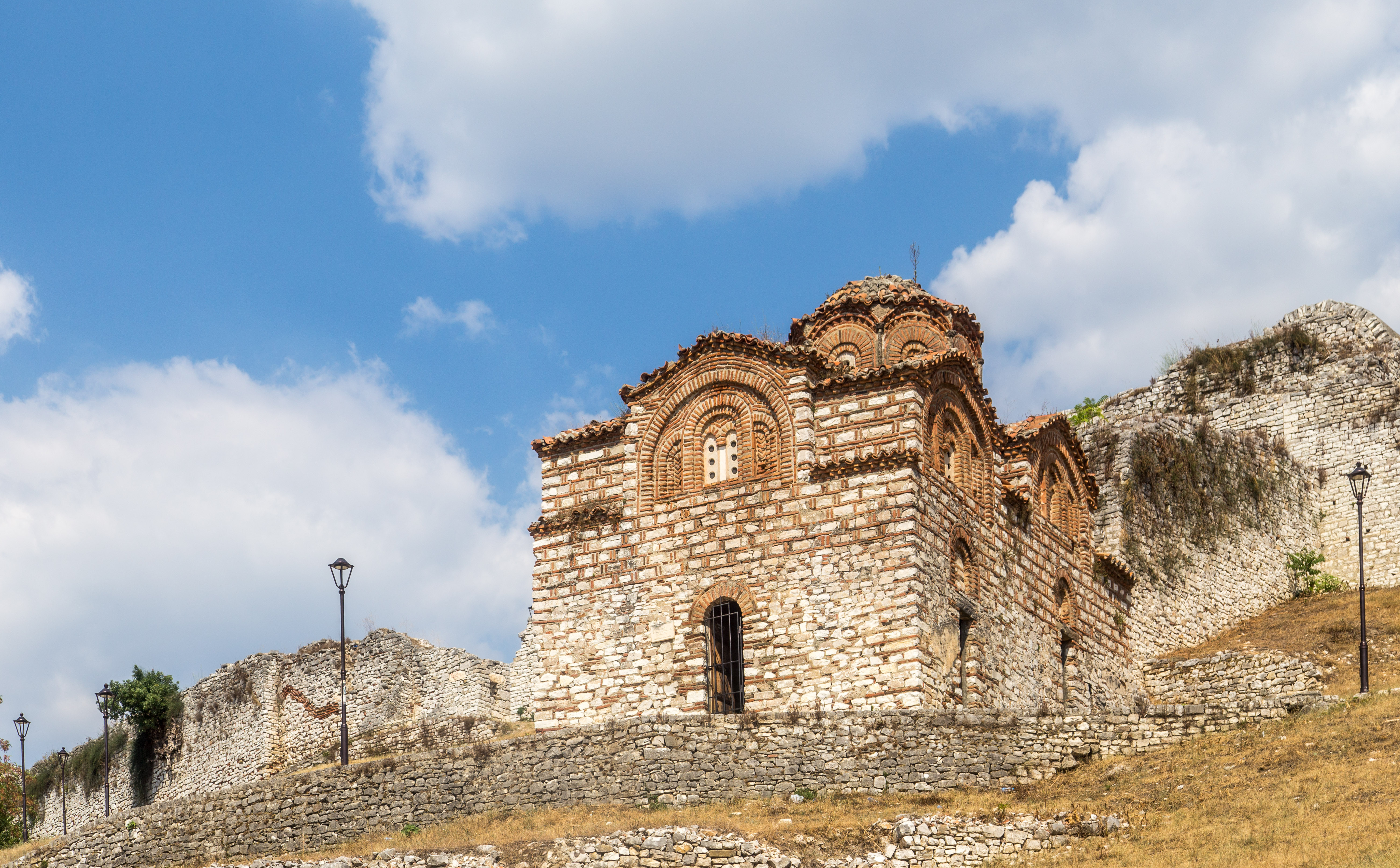
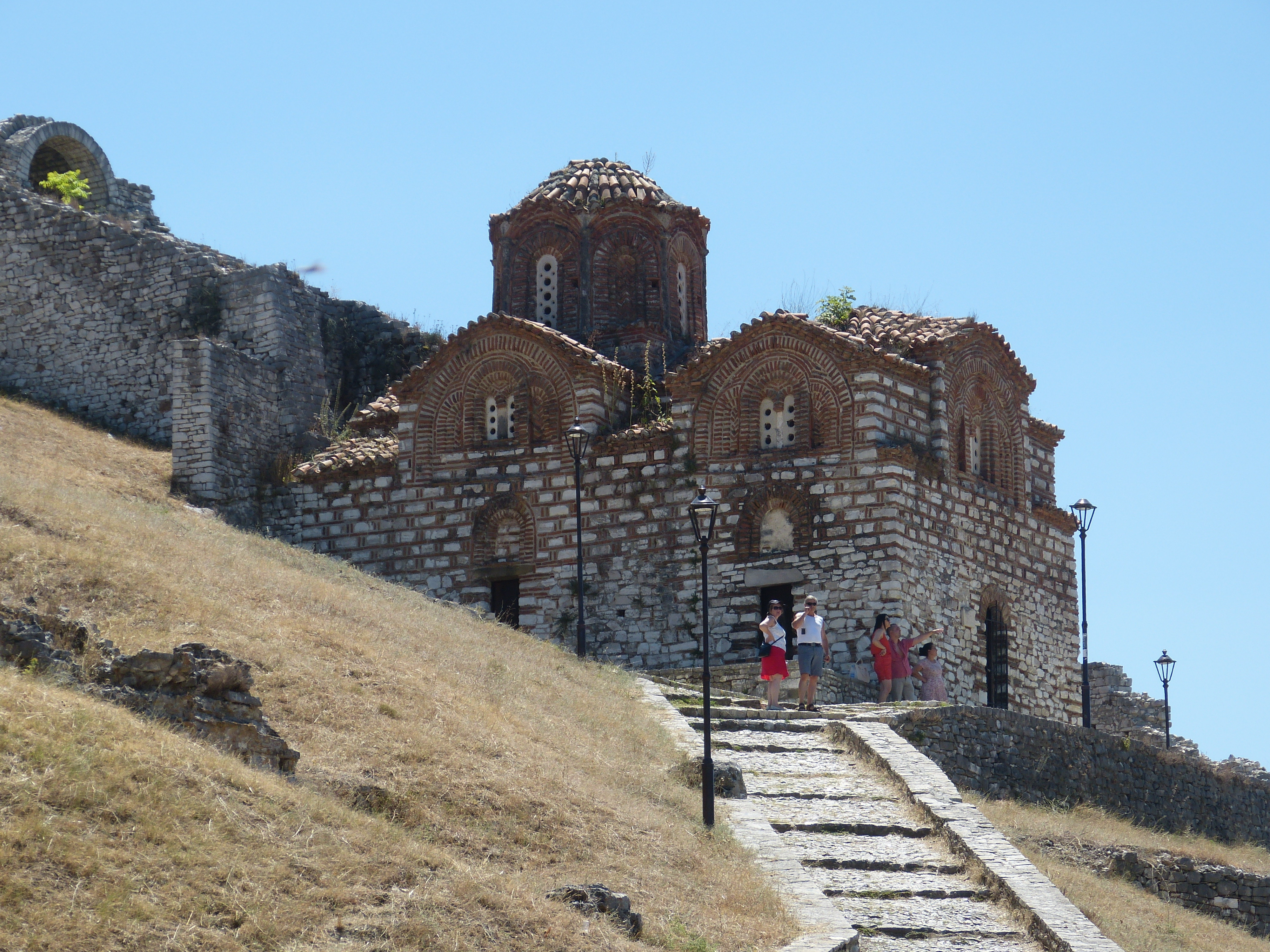
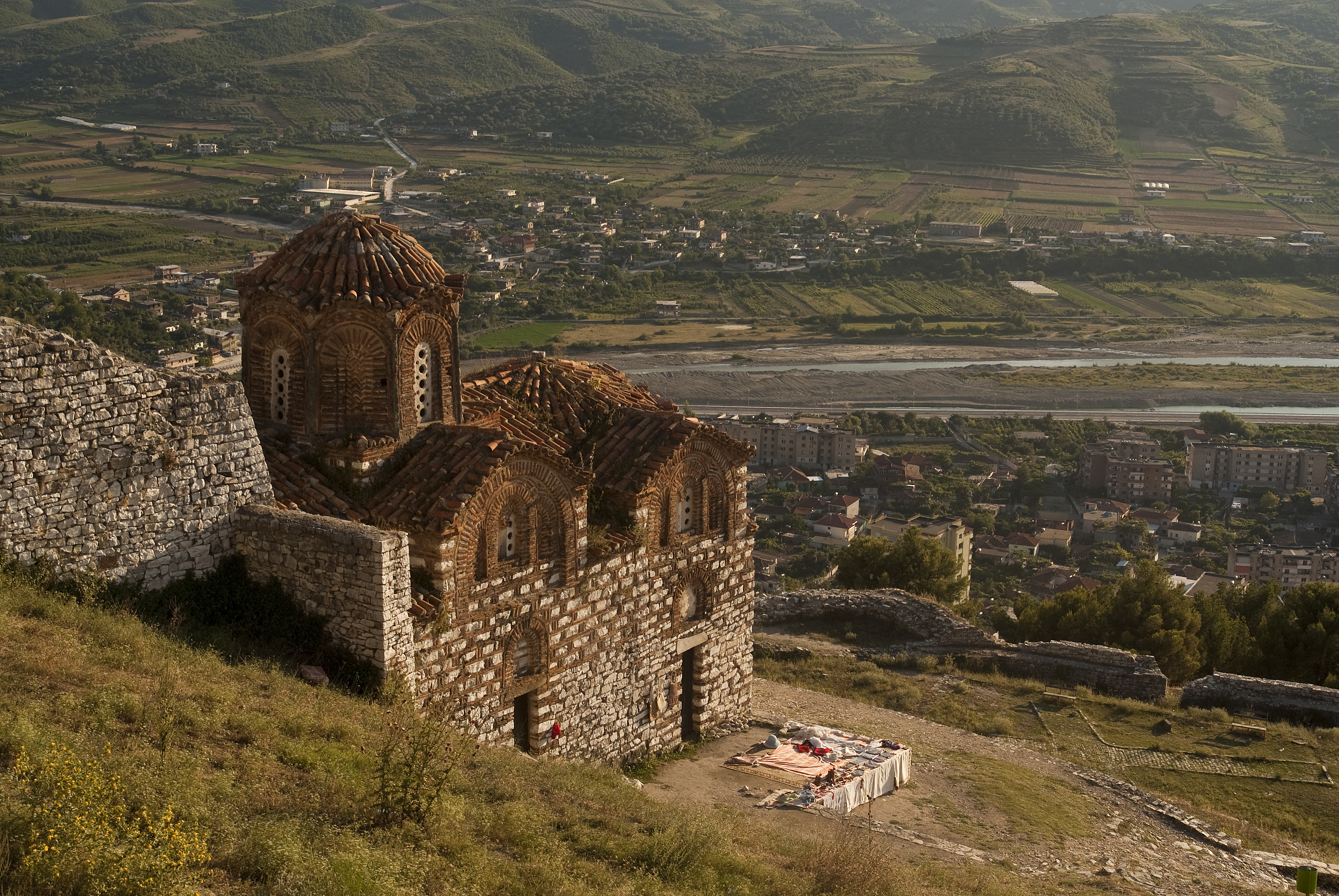